# C-97 (航空機)
C-97ストラトフレイター
- 分類：輸送機
- 製造者：ボーイング社
- 運用者

  -  アメリカ合衆国（アメリカ空軍）
  -  スペイン（スペイン空軍）
  -  イスラエル（イスラエル空軍）
- 初飛行：1944年11月15日
- 生産数：60機
- 運用開始：1947年
- 退役：1978年
- 原型機：B-29 スーパーフォートレス

C-97ストラトフレイター (Boeing C-97 Stratofreighter) は、アメリカ合衆国のボーイング社が開発製造した軍用レシプロ4発輸送機。ボーイング社内の名称は367。各型のうち人員輸送型 (YC-97B, C-97D, VC-97D, YC-97J, C-97K) の愛称はストラトクルーザー（Stratocruiser；C-97から発展した旅客機の愛称と同じ）である。

## 概略
機体は同じくボーイング社が開発したB-29戦略爆撃機と基本的に同じであるが、輸送機型に改造するにあたり胴体を上下方向に拡大されており、第二次世界大戦後半に開発された。
この機体には2200馬力のライトR-3350エンジンを搭載していたが、1945年1月9日にシアトルからワシントンD.C.までを6時間4分で飛行し、性能の高さを証明した。量産型からはエンジンは3500馬力のプラット・アンド・ホイットニー R-4360 （ワスプ・メジャー） にパワーアップされた。
C-97系列は全部で888機製造されたが、そのうち814機（C-97からの改造3機を含む）がKC-97空中給油機であり、以後のアメリカ空軍における空中給油方式を確立させた機体として知られる。
輸送型のC-97は2台のトラックもしくは軽戦車を運ぶことができたが、機体が大型で鈍重なため、主に後方輸送で用いられ、患者輸送に多用された。また、民間型ボーイング 377 ストラトクルーザーは当時の長距離旅客機のひな形となった。

## スペック
- 全長：33.70 m
- 全幅：43.10 m
- 高さ：11.70 m
- 翼面積：161.00 m
- 機体重量：37.41 t
- 積載重量：54.42 t
- 最大離陸重量：79.45 t
- 最大速度：603 km/h
- 操縦乗員：4 名
- エンジン：プラット・アンド・ホイットニー R-4360 （ワスプ・メジャー） × 4
- 航続距離：6920 km
- 最大上昇限界高度：10,670 m

## 各型解説
XC-97シリアルNo.43-27470〜27472（3機）。R-3350装備の原型。
YC-9745-59587〜59592（6機）。R-3350装備の増加試作型。貨物専用型。
YC-97A45-59593〜59595（3機）。R-4360装備の増加試作型。兵員輸送型。
YC-97B45-59596（1機）。定期路線用の旅客型。80席と貨物スペースを持つ。旅客機377の原型となった。
C-97A48-397〜423、49-2589〜2611（50機）。R-4360装備の量産型。82席・担架79床の兵員・患者輸送型。後に貨物輸送兼用型に改造された。
JC-97A特殊試験用機。C-97Aを1機改造。
KC-97A空中給油機。C-97Aを3機改造。
VC-97A戦略航空軍団司令部用指揮官機。C-97Aを2機改造。
C-97C50-690〜703（14機）。キャビン床および電子装備を強化。
C-97D旅客輸送型。YC-97A・1機、YC-97B・1機、C-97A・2機改造。
VC-97D戦略航空軍団司令部用指揮官機。C-97Aを3機改造。
KC-97E51-183〜242（60機）。空中給油機量産型。乗員6名。
C-97EKC-97Eを輸送型に改修。
KC-97F51-243〜397、51-7256〜7259（159機）。空中給油機。
C-97FKC-97Fを輸送型に改修。貨物扉などを改善。
KC-97G51-7260〜7271、52-826〜938、52-2602〜2806、53-106〜365、53-3815〜3816（592機）。空中給油機。
C-97GKC-97Gの輸送型。
HC-97GKC-97G改造の救難機。
KC-97HKC-97Fの1機（51-332）の給油方式をプローブ・ドローグ方式に変更したもの。
YC-97JKC-97Gの2機（52-2693、2762）のエンジンをターボプロップに換装したもの。旅客輸送型。
C-97K戦略航空軍団用要員輸送機。KC-97Gの26機を改装。
KC-97LKC-97Gにジェットエンジン2基を追加したもの。82機改装。

## 備考
- ボーイング367-80は型式上はこの輸送機の派生型のように見えるが、実際には機体もまったく異なるジェット機であり、ライバルメーカーを欺くためにつけられたものである。
- C-97には、派生型として大容積の貨物を運ぶプレグナントグッピーやスーパーグッピーに改造された輸送機が存在する。